# Асансол
Асансол (англ. Asansol, бенг. আসানসোল) — місто на північному сході Індії, у штаті Західна Бенгалія. Розташоване в серці вугільного басейну Раніґандж, місто є центром промислового комплексу Култі-Бурнпур. Асансол сполучений великим колісним шляхом та залізницею з Колкатою, Дурґапуром, і Бурдваном. Важливий осередок торгівлі вугіллям та залізничний вузол, з великими залізничними майстернями та депо. Промисловість в Асансолі охоплює текстильний, металургійний та чавунні заводи. В Джайкайнаґарі, на передмістях, знаходиться алюмінієвий комбінат. Муніципалітет та міське самоуправління в Асансолі були організовані у 1896 р. В місті містяться декілька коледжів-філіалів Університету Бурдвана.
Населення міста становить 475 439, міської агломерації 1 067 369 мешканців (2001 рік).

## Клімат
Місто знаходиться у зоні, котра характеризується кліматом тропічних саван. Найтепліший місяць — травень із середньою температурою 32.2 °C (90 °F). Найхолодніший місяць — січень, із середньою температурою 18.3 °С (65 °F).
| Клімат Асансола         | Клімат Асансола | Клімат Асансола | Клімат Асансола | Клімат Асансола | Клімат Асансола | Клімат Асансола | Клімат Асансола | Клімат Асансола | Клімат Асансола | Клімат Асансола | Клімат Асансола | Клімат Асансола | Клімат Асансола |
| Показник                | Січ.            | Лют.            | Бер.            | Квіт.           | Трав.           | Черв.           | Лип.            | Серп.           | Вер.            | Жовт.           | Лист.           | Груд.           | Рік             |
| Абсолютний максимум, °C | 32              | 36              | 41              | 45              | 46              | 47              | 40              | 37              | 38              | 36              | 33              | 31              | 47              |
| Середній максимум, °C   | 25              | 27              | 34              | 38              | 38              | 36              | 32              | 31              | 32              | 31              | 28              | 26              | 32              |
| Середня температура, °C | 18              | 20              | 26              | 30              | 31              | 31              | 28              | 28              | 28              | 26              | 21              | 18              | 26              |
| Середній мінімум, °C    | 11              | 13              | 18              | 23              | 25              | 26              | 25              | 25              | 25              | 21              | 15              | 11              | 20              |
| Абсолютний мінімум, °C  | 5               | 7               | 10              | 16              | 18              | 20              | 21              | 21              | 21              | 15              | 8               | 4               | 4               |
| Норма опадів, мм        | 10              | 30              | 20              | 20              | 70              | 240             | 340             | 330             | 200             | 110             | 10              | 0               | 1430            |
| Днів з дощем            | 1               | 2               | 1               | 1               | 5               | 12              | 15              | 15              | 7               | 6               | 1               | 0               | 72              |
| Вологість повітря, %    | 61              | 58              | 46              | 46              | 58              | 77              | 87              | 87              | 86              | 80              | 69              | 68              | 69              |
| ----------------------- | --------------- | --------------- | --------------- | --------------- | --------------- | --------------- | --------------- | --------------- | --------------- | --------------- | --------------- | --------------- | --------------- |
| Джерело: Weatherbase    |                 |                 |                 |                 |                 |                 |                 |                 |                 |                 |                 |                 |                 |

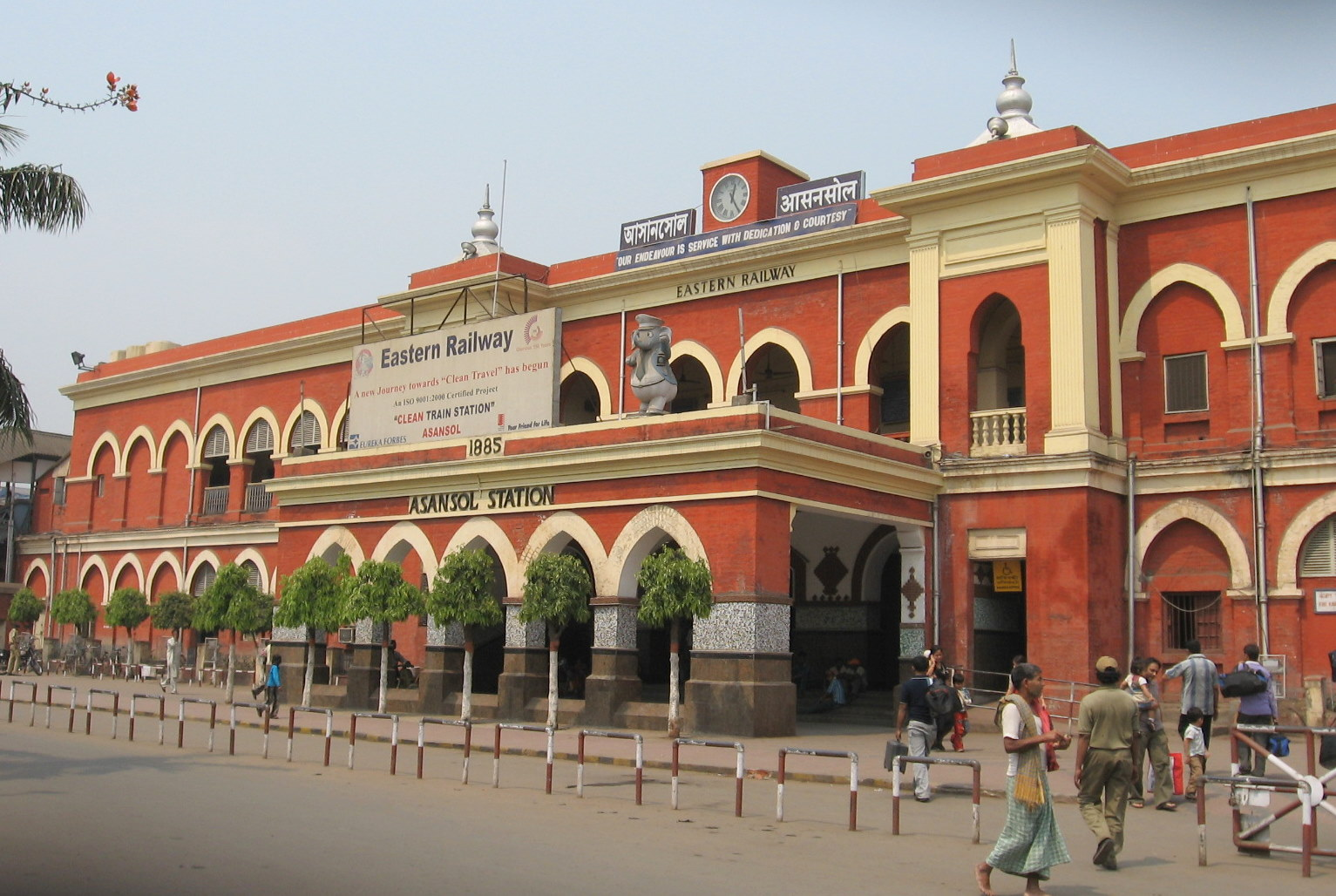
Залізнична станція м. Асансол.

## Джерело
- Енциклопедія Британніка [Архівовано 15 червня 2009 у Wayback Machine.]

| Індія | Це незавершена стаття з географії Індії. Ви можете допомогти проєкту, виправивши або дописавши її. |